# Шуплатлер

Шуплатлер је немачка народна игра, популарна у Баварској и Тиролу. У овом плесу, извођачи газе, тапшу и ударају рукама са опруженим дланом по табанима својих ципела, бутинама и коленима. Постоји више од 150 варијанти. У данашње време се играју и у Европи и у заједницама немачких имиграната широм света. Иако је углавном изводе одрасли, постала је све популарнија међу младима, који воле шарене ношње и игру поскакивања, скакања, ударања и кореографију.

## Историја
Могуће је да ова игра потиче из времена неолита, око 3000. године п. н. е, али је први пут забележена 1030. године, када је у Баварској описан плес који захтева скакање и додир руку. Током векова, овај облик је постепено еволуирао кроз игре сељака, ловаца и шумара. Понекад се изводио као партнерски плес, са паровима који су играли лендлер. Понекад су на сцени били само дечаци, поређани у круг, квадрат или линију. Ова два приступа се понекад разликују као шуплатлертанц и шуплатлер, али управо је „дечачки плес” у основи оба облика.
До краја 19. века, клубови традиционалних ношњи су се оснивали широм Баварске и Тирола, а убрзо и широм света. Пошто је мисија ових клубова била да очувају вековне обичаје, предања и одећу немачких и аустријских Алпа, шуплатлер је постао централни део њихових програма. Играчи често су били строги у погледу начина извођења плеса и облачења чланова клуба, иако су нове шуплатлер групе настале после Другог светског рата.

## Ношња
Ова игра захтева одређену одећу, која обавезно укључује ледерхозне и дирндл сукње. Ношња се креће од једноставних, практичних стилова који су се генерацијама носили у Баварској и Тиролу до најфинијих китњастих варијанти које могу коштати хиљаду евра или више. Неки играчи носе дуже ледерхозне које се пружају испод колена, али оне могу бити непријатне за плес, посебно по топлом времену. Чешће се носе кратке ледерхозне, који се крећу од верзије до колена које користе традиционалистичке групе и посетиоци минхенског Октоберфеста до много краће варијанте која се носи у Јужном Тиролу.